# Megistocera filipes fuscana
Megistocera filipes là một loài ruồi trong họ Tipulidae. Chúng phân bố ở miền Ấn Độ - Mã Lai và miền Australasia.